# Surokonto Kulon
Surokonto Kulon is een bestuurslaag in het regentschap Kendal van de provincie Midden-Java, Indonesië. Surokonto Kulon telt 1588 inwoners (volkstelling 2010).